# Argomuellera sessilifolia
Argomuellera sessilifolia är en törelväxtart som beskrevs av David Prain. Argomuellera sessilifolia ingår i släktet Argomuellera och familjen törelväxter.
Artens utbredningsområde är Kongo. Inga underarter finns listade i Catalogue of Life.